# Алинасаб, Мобина
Мобина Алинасаб (перс. مبینا علی‌نسب‎; род. 7 августа 2000) — иранская шахматистка, международный мастер среди женщин (2017).

## Биография
В 2016 году победила на чемпионате Азии по шахматам среди юниоров и завоевала второе место в чемпионате мира по шахматам среди девушек в возрастной группе U16.
В 2017 году победила в чемпионате Ирана по шахматам среди женщин. В том же 2017 году победила в зональном турнире Азиатской зоны 3.1 и получила право участвовать в чемпионате мира по шахматам среди женщин 2018 года.
На чемпионате мира по шахматам среди женщин в 2018 году в Ханты-Мансийске в первом туре победила Элизабет Петц, во втором туре победила Монику Соцко, а в третьем туре проиграла Марии Музычук.
Представляла Иран на шахматных олимпиадах (2018).